# District de Wuying
Le district de Wuying (五营区 ; pinyin : Wǔyíng Qū) est une subdivision administrative de la province du Heilongjiang en Chine. Il est placé sous la juridiction de la ville-préfecture de Yichun.